# Сламет

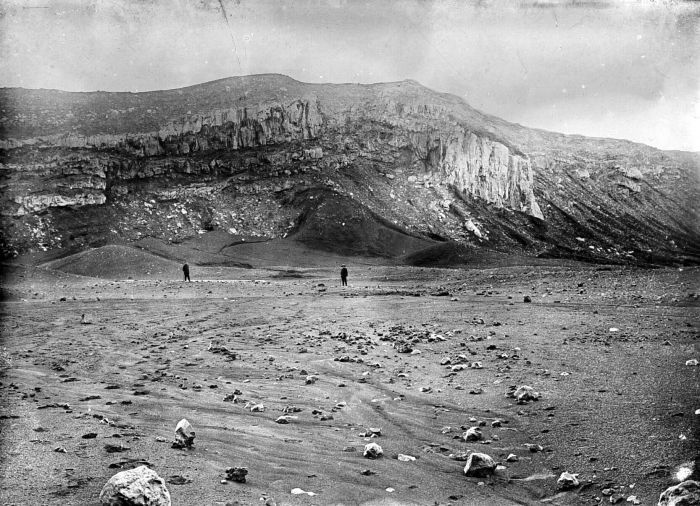
Сламет у часи колоніального періоду, 1910 рік

Сламет — другий за висотою, 3428 м, діючий стратовулкан Індонезії на острові Ява.

## Будова
Складається з базальту. Вулкан утворює група 30 шлакових конусів на нижніх південно-східній і північно-східній сторонах і один шлаковий конус на західній стороні. Вулкан складений двома спорудами, що перекриваються. На вершині знаходяться чотири кратери.

## Виверження
Історичні виверження були зафіксовані з вісімнадцятого століття. Відомі виверження: 1919, 1933, 1947, 1955, 1978, 1986, 1999, 2003 , 2005, 2006, 2007, 2009.
При різних виверженнях у кратері з'являється озеро різних розмірів, зазвичай це трапляється при 5-бальній шкалі виверження, останній раз це було в 2003 році.

## Відвідування
Сламет був закритий для альпіністів протягом більшої частини 2010 та 2011 років, але в кінці 2011 року був відкритий. Велика кількість альпіністів відвідала вершину в переддень нового 2012 року щоб відсвяткувати Новий рік.